# Calcosiderite
La calcosiderite è un minerale.